# Prunus salicina
Il pruno cino-giapponese o semplicemente pruno giapponese (Prunus salicina Lindl., 1830) è un piccolo albero deciduo della famiglia delle Rosacee, diffuso in Estremo oriente. Il suo frutto è detto "susina".
Prunus salicina non deve essere confuso con Prunus mume, una specie correlata coltivata in Cina, Giappone e Corea, né con il ciliegio coreano (Prunus japonica).

## Descrizione
Prunus salicina cresce fino a 10 m, ha germogli bruno-rossastri. 
Le foglie sono lunghe 6-12, e larghe 2,5–5 cm, con un margine seghettato. 
Il fiore è primaverile, ha dimensione di circa 2 cm di diametro, con cinque petali bianchi.
Il frutto è una drupa 4–7 cm di diametro, di colore giallo-rosa carneo, matura in estate. 
È spesso consumato fresco a maturità.

## Distribuzione e habitat
Originario della Cina e del Vietnam. 
È stato diffuso in tempi remoti anche in Corea e Giappone, molto più recentemente in Europa, Stati Uniti e Australia. 

## Coltivazione
In Cina sono coltivate molte varietà di Prunus salicina, altre varietà ed ibridi sono largamente coltivate in Giappone e Corea.
In Vietnam la varietà più nota è la Tam Hoa, è una prugna coltivata nella regione geografica di Bac Ha.
Molte delle cultivar diffuse in Europa e negli Stati Uniti nella seconda metà del XIX secolo, provengono dal Giappone, dove continua la selezione ancora oggi. Parecchie varietà sono autosterili e fruttificano solo con la presenza di altre impollinatrici dello stesso gruppo. 
La coltivazione deve tenere conto che le varietà cino-giapponesi o gli ibridi derivati, sono in genere a fioritura più precoce che il pruno europeo; quindi sono a maggior rischio, rispetto a questo, di danni alla fioritura, per gelate tardive.

## Usi

### Gastronomia
In Cina, la frutta è preparata in forma conservata trattandola con zucchero, sale e liquirizia.
In Giappone, il frutto semimaturo è usato come aromatizzante in un liquore chiamato Sumomo shu.
In Cina si ha un liquore ottenuto dai frutti.

### Medicina
I frutti vengono largamente utilizzati nella medicina tradizionale cinese.